# Łódź latająca

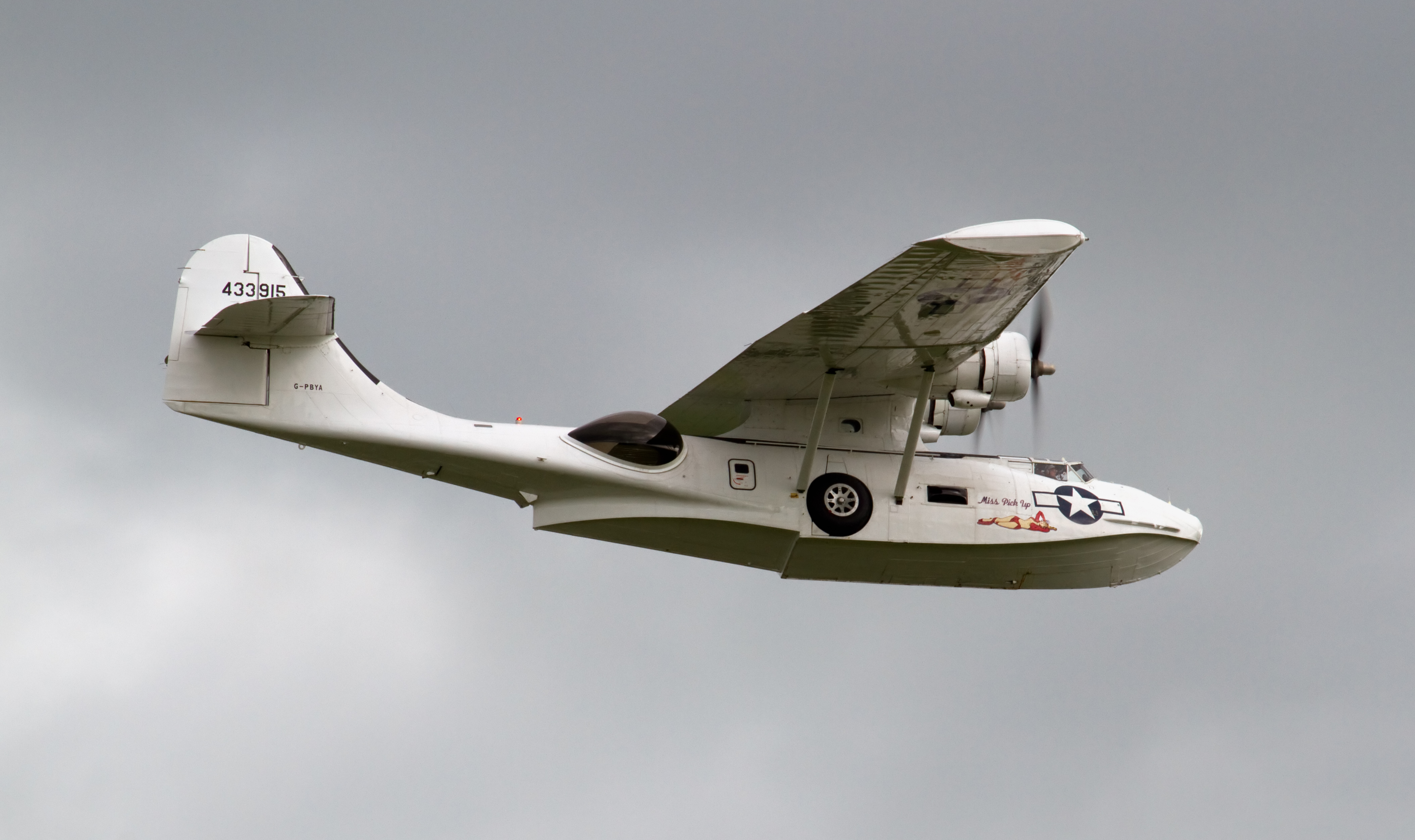
Consolidated PBY Catalina – amerykańska łódź latająca z okresu II wojny światowej

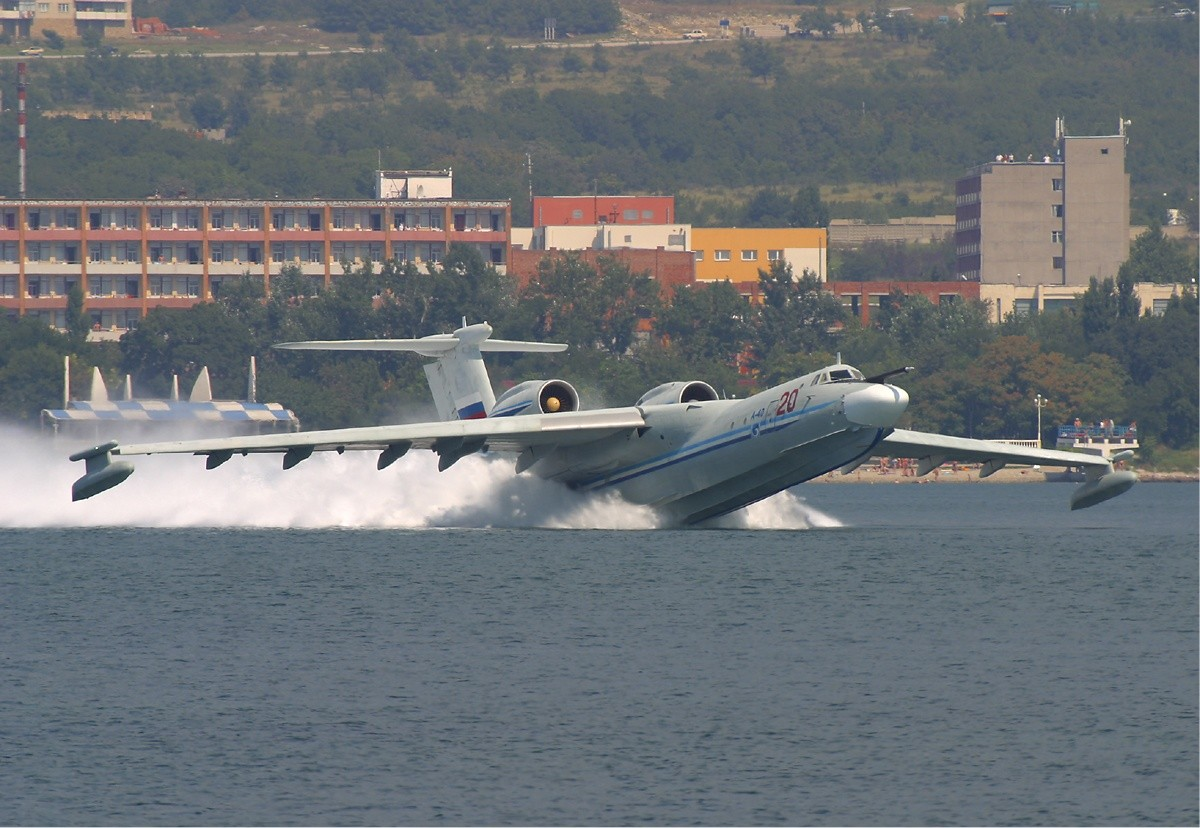
Radziecka łódź latająca Be-42

Łódź latająca – rodzaj wodnosamolotu, samolotu operującego z powierzchni wody, w którym częścią stykającą się bezpośrednio z wodą jest spód kadłuba samolotu. Spód ten jest uszczelniony w celu zapewnienia niezbędnej pływalności i odpowiednio wyprofilowany w celu zapewnienia dobrych charakterystyk ruchu na wodzie i małych oporów aerodynamicznych i hydrodynamicznych.  
Łodzie latające budowane są zwykle w układzie górnopłatu lub starsze w układzie dwupłata, z oboma płatami umieszczonymi wysoko nad kadłubem. Układ taki pozwala na zapewnienie niezbędnej odległości między skrzydłem a powierzchnią wody. Stateczność na wodzie zapewniają zazwyczaj dodatkowe małe pływaki pod skrzydłami. Większość łodzi latających miała napęd śmigłowy (silniki tłokowe lub turbośmigłowe), nieliczne nowsze konstrukcje napędzane są silnikami odrzutowymi. Silniki w łodziach latających są zwykle umieszczone wysoko na płacie lub na pylonach ponad płatem w celu uniknięcia kontaktu z wodą. Część łodzi latających budowana jest w formie samolotów-amfibii, wyposażonych także w składane podwozie lądowe.
Z uwagi na dużą pojemność kadłuba, łodzie latające szczególnie nadawały się do celów patrolowych, zwalczania okrętów podwodnych, transportowych, pasażerskich i ratownictwa morskiego. Obecnie łodzie latające w większości zostały wyparte przez samoloty i śmigłowce bazujące na lądzie i okrętach.
Łodzie latające z uwagi na specyfikę konstrukcji produkowane były jedynie przez niektóre firmy, m.in.: Beriew, Boeing, Blohm und Voss, CAMS, CANT, Curtiss, Canadair, Consolidated, Dornier, Grumman, Kawanishi, Lioré et Olivier, Martin, Short, Supermarine.